# Tetrataxis
Tetrataxis là một chi thực vật thuộc họ Lythraceae. Chi này có các loài sau (tuy nhiên danh sách này có thể chưa đủ):
- Tetrataxis salicifolia, (Thouars ex Tul.) Baker